# Garcinia elliptica
Garcinia elliptica är en tvåhjärtbladig växtart som beskrevs av Jacques Denys Denis Choisy. Garcinia elliptica ingår i släktet Garcinia och familjen Clusiaceae. Inga underarter finns listade i Catalogue of Life.